# Juan Palau Mayor
Juan Palau Mayor (Gandesa, 24 de septiembre de 1867 - Amposta o Tortosa, 9 de agosto de 1936) fue un abogado y político español. 

## Biografía
Nació en la localidad tarraconense de Gandesa, en el Bajo Ebro. Era hijo de Juan Palau Miralles, que fue alcalde de Amposta. 
Militante del Partido Republicano Radical, colaboró en publicaciones como Destellos (Portbou), El Radical (Tortosa), Heraldo de Tortosa, Juventud (Barcelona), etc. Fue escogido diputado por la provincia de Tarragona en las elecciones generales de España de 1933, y votó a favor de la suspensión del estatuto de Nuria después de los hechos del 6 de octubre de 1934. Al estallar la Guerra civil, en julio de 1936, fue detenido y encarcelado.
El 9 de agosto de 1936 fue asesinado, junto a su padre, en la carretera de Tortosa a Barcelona.